# KV16
KV16 es una tumba egipcia del Valle de los Reyes, necrópolis situada en la orilla oeste del Nilo, a la altura de la moderna ciudad de Luxor. Perteneció al fundador de la dinastía XIX, el faraón Ramsés I, el primero de la casa real ramésida.

## Marco histórico
Coronado faraón con el nombre de Menpehtyra Ramsés, nadie sospecharía que aquel hombre de avanzada edad iba a llegar a poseer el poder absoluto sin estar emparentado ni de lejos con la declinante dinastía XVIII. Proveniente de la zona de Avaris, la denostada y derruida capital de los hicsos, el comandante Paramesu fue escalando posiciones durante el reinado de Horemheb hasta convertirse en su visir y segundo a bordo. Debido a la actitud de ambos personajes y de sus sucesores con los reyes del turbulento periodo de Amarna, se cree que tanto Horemheb como Paramesu tuvieron un papel muy importante en la restauración del culto a Amón, convirtiéndose posteriormente en los primeros perseguidores de las huellas del «hereje» Ajenatón y su familia.
Debido a la falta de un heredero varón, Horemheb asociaría al trono a su visir en condiciones de completa normalidad. Pese a la edad del futuro Ramsés I, la sucesión parecía asegurada, ya que por entonces su hijo Sethy había alcanzado la madurez y había tenido a un hijo varón (Ramsés II). Incluso es posible que la casa ramésida fuese emparentada por medio de diversos matrimonios con la familia de Horemheb, legitimando aún más la llegada de la nueva dinastía. Sea como fuere, parece ser que a la muerte de Horemheb, Paramesu ascendió al trono como Ramsés I sin un gran revuelo y en un momento de completa estabilidad interna.
El fundador de la dinastía XIX gobernó tan solo durante un periodo de dieciséis meses, de 1306 a 1305 a. C., aproximadamente –aunque algunos autores lo fechan algo más tarde, en torno a 1292-1291 a. C.– . Aunque desconocemos el papel exacto que desempeñó el monarca en tan poco tiempo, lo más posible es que se dedicara a implantar la nueva dinastía y seguir las mimas líneas de acción de Horemheb. Tras su breve reinado de transición, el trono pasaría a Sethy I, quien reemprendería con aún más determinación la construcción de nuevas empresas y la restauración del perdido imperio en Asia.

## Situación
La tumba de Ramsés I se halla en el centro del Valle de los Reyes, a la entrada del wadi suroriental de la necrópolis, con su eje casi completamente alineado al suroeste. Su entrada está a muy pocos metros de KV17, en la misma ladera que KV10 y KV11, situadas más al oeste. Al igual que otras tantas tumbas de las proximidades, KV16 sufrió el daño de las escasas y violentísimas inundaciones que periódicamente han asolado las necrópolis tebanas, aunque no con consecuencias tan desastrosas como en otros sepulcros.
La planta de KV16 revela que la construcción del sepulcro fue rápida y precipitada, sin atender a excesivos cuidados y ornamentos arquitectónicos. Aun así, fue excavada con gran maestría no exenta de simplicidad y economía de espacio y tiempo. Las primeras estancias se corresponden al diseño típico de entonces de una tumba real, análogo al del lugar de descanso eterno destinado a Horemheb, el antecesor de Ramsés I: una escalera de entrada (A), una rampa con una gran pendiente descendente (B) y una última escalera (C). Las dimensiones de estos pasillos son sensiblemente menores que otros sepulcros reales, sin duda debido a lo avanzado de la edad del faraón. Esta precaución acabó teniendo motivos, pues al poco de terminar la segunda escalera falleció Ramsés I.
Entonces, los constructores de Deir el-Medina, en un alarde de profesionalidad, aceleraron considerablemente las obras, improvisando una pequeña cámara sepulcral (J) bien excavada y pulida e incluso dotada de decoración para la gloria del difunto monarca. De haber vivido algún tiempo más, sin dudas se habría seguido con las estancias tradicionales –un pasillo, el pozo funerario, la sala de pilares, dos corredores más, una antecámara y la propia cripta–, pero solo se tenían unos pocos meses para acabar un trabajo en el que se solían invertir varios años. Aun así, es probable que llegasen a cumplir con su cometido antes de la coronación de Sethy I, mientras era embalsamado Ramsés I, pues pudieron excavar dos cámaras laterales enanas (Ja, Jc) y un nicho frontal (Jb) para incluir más ajuar funerario.

## Decoración
La muerte de Ramsés I antes de finalizar la tumba provocó que el programa decorativo se viera sensiblemente reducido, pintándose tan solo la estancia más importante de KV16, la cámara sepulcral. El resto de la tumba permaneció desnudo, como la antigua costumbre de inicios de la dinastía XVIII, aunque en esta ocasión fuera debido a la falta de tiempo. Aun así, las pinturas de KV16 tienen un inmenso parecido –incluso es posible que fuera obra de los mismos autores– tanto en las formas como en los motivos con las de KV57, la tumba del antecesor de Ramsés I en el trono, Horemheb. Incluso de vuelve a recurrir al fondo azul grisáceo tan propio del sepulcro del anterior faraón.
Las inundaciones han tenido muy poca misericordia con la sufrida KV16, y la decoración se ha resentido: numerosas escenas y algunos colores se han perdido, e incluso en algunas partes se ha descascarillado la superficie enyesada. El único texto funerario que aparece en la tumba, tanto en la cámara J como en el nicho Jb, es el Libro de las Puertas, que a partir del reinado de Horemheb se hace prácticamente omnipresente en todas las tumbas reales posteriores.
Junto al Libro de las Puertas se observan también las figuras del fallecido junto a diversas deidades de connotaciones funerarias, tales como Osiris, Horus o Anubis, además de otras también bien conocidas (Atum-Ra-Jepri, Neit, Maat y Nefertem). Por ende, hacen su aparición las llamadas Almas de Nejen y las Almas de Pe, símbolo de los antiquísimos monarcas del Alto y Bajo Egipto, considerados espíritus protectores. Y por si fuera poco, podemos ver pinturas de otros motivos, en este caso de conocidos amuletos como el pilar dyed o el nudo tyit, asociados a osiris e Isis, respectivamente.

## Galería

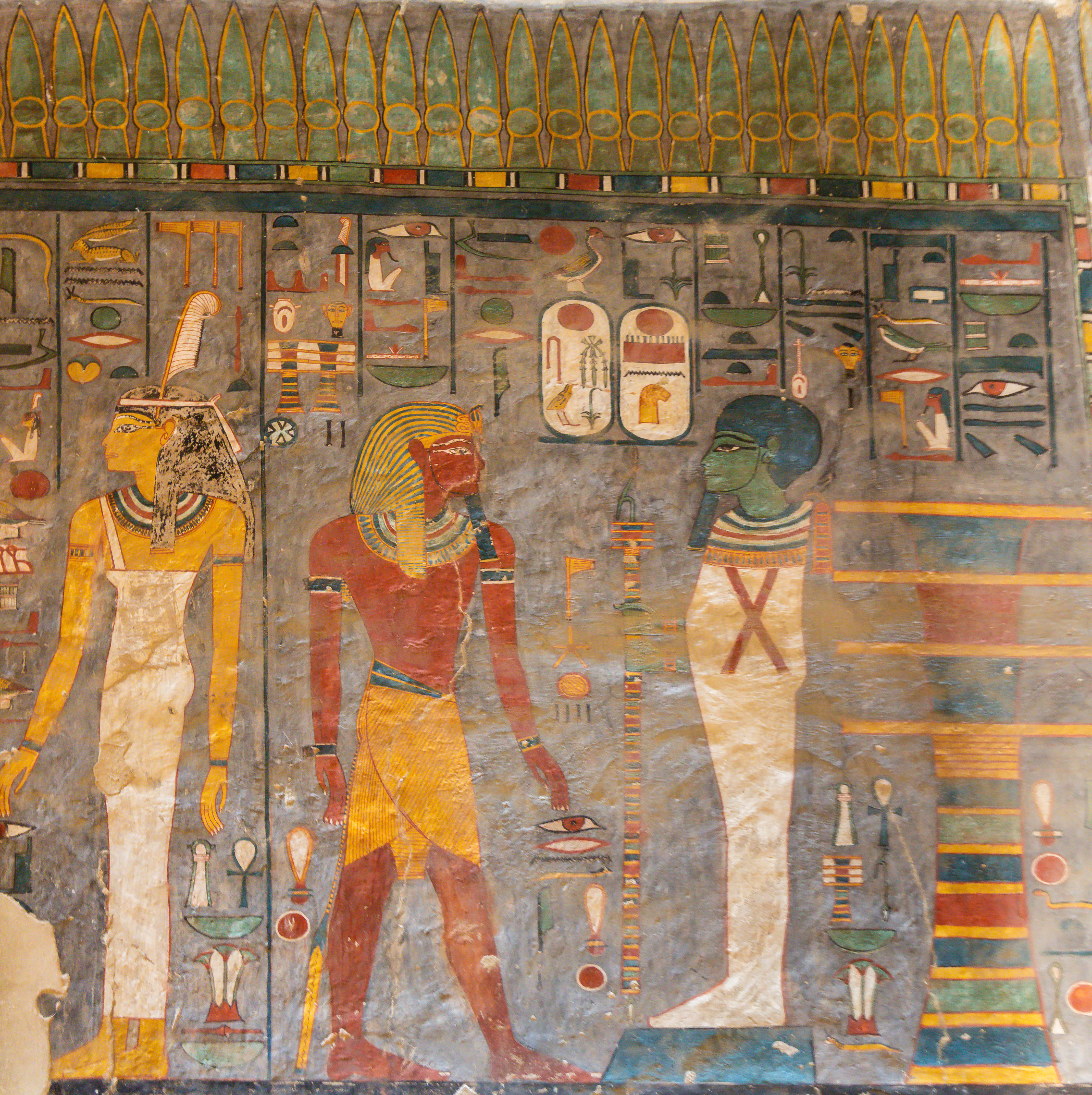
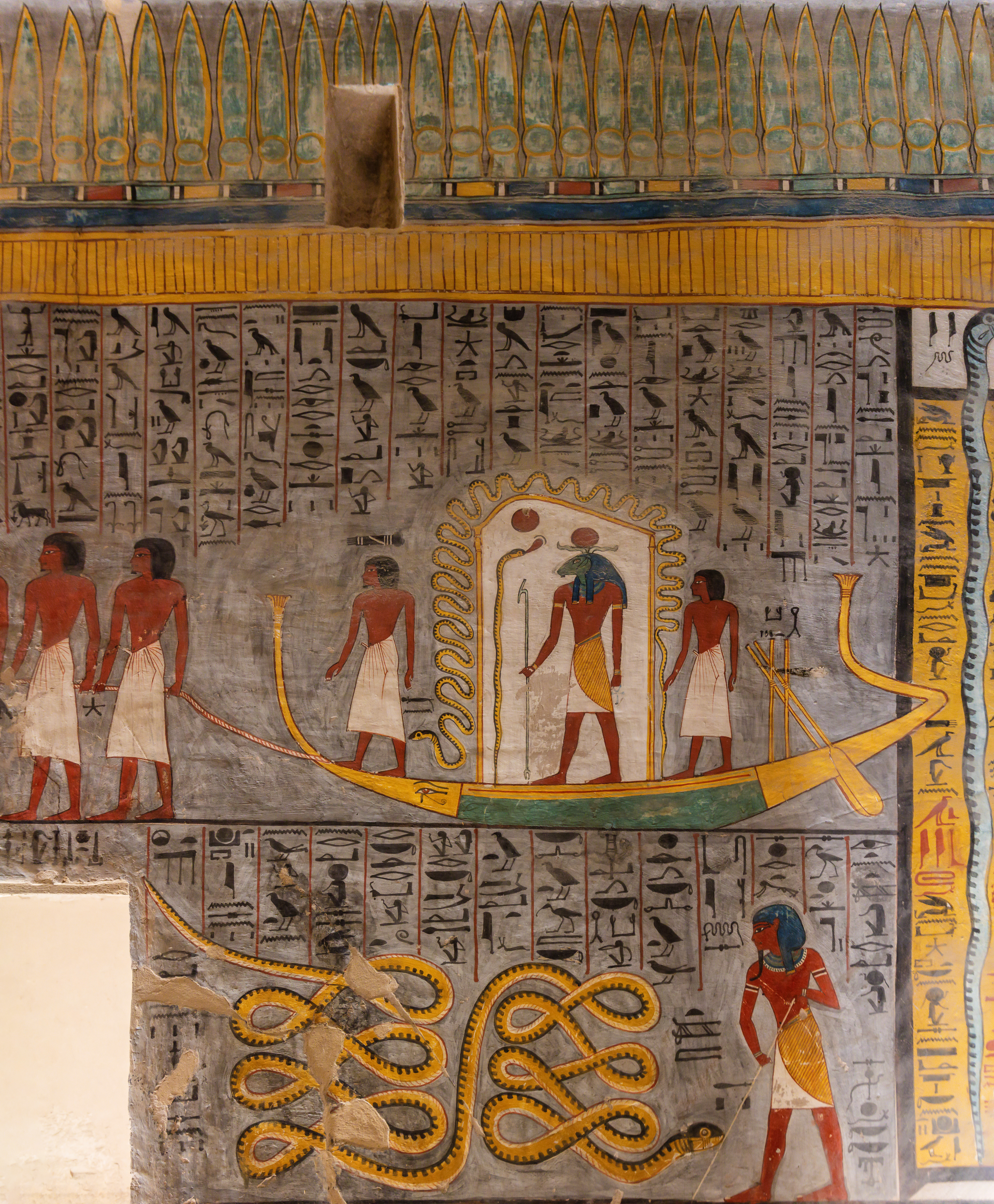
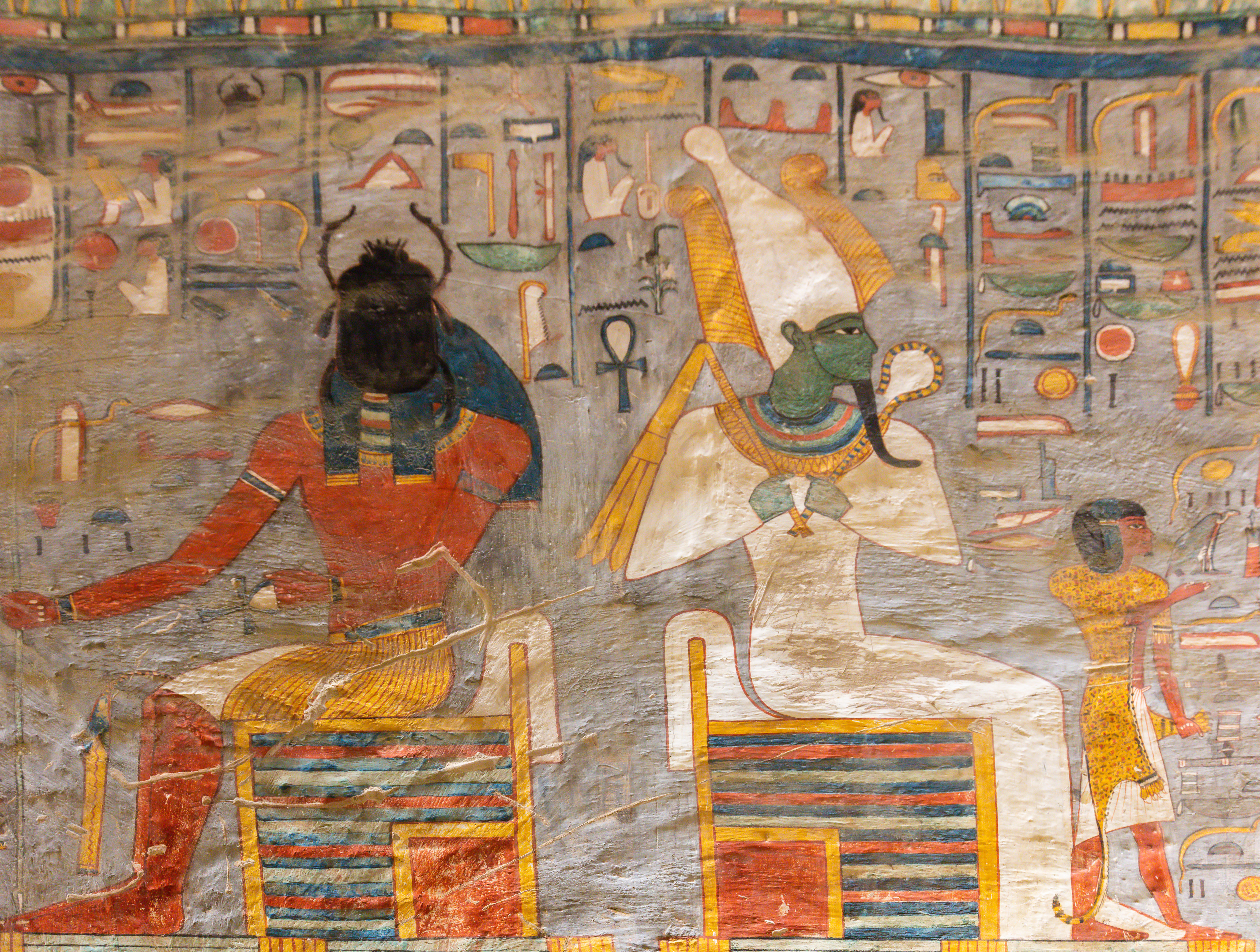
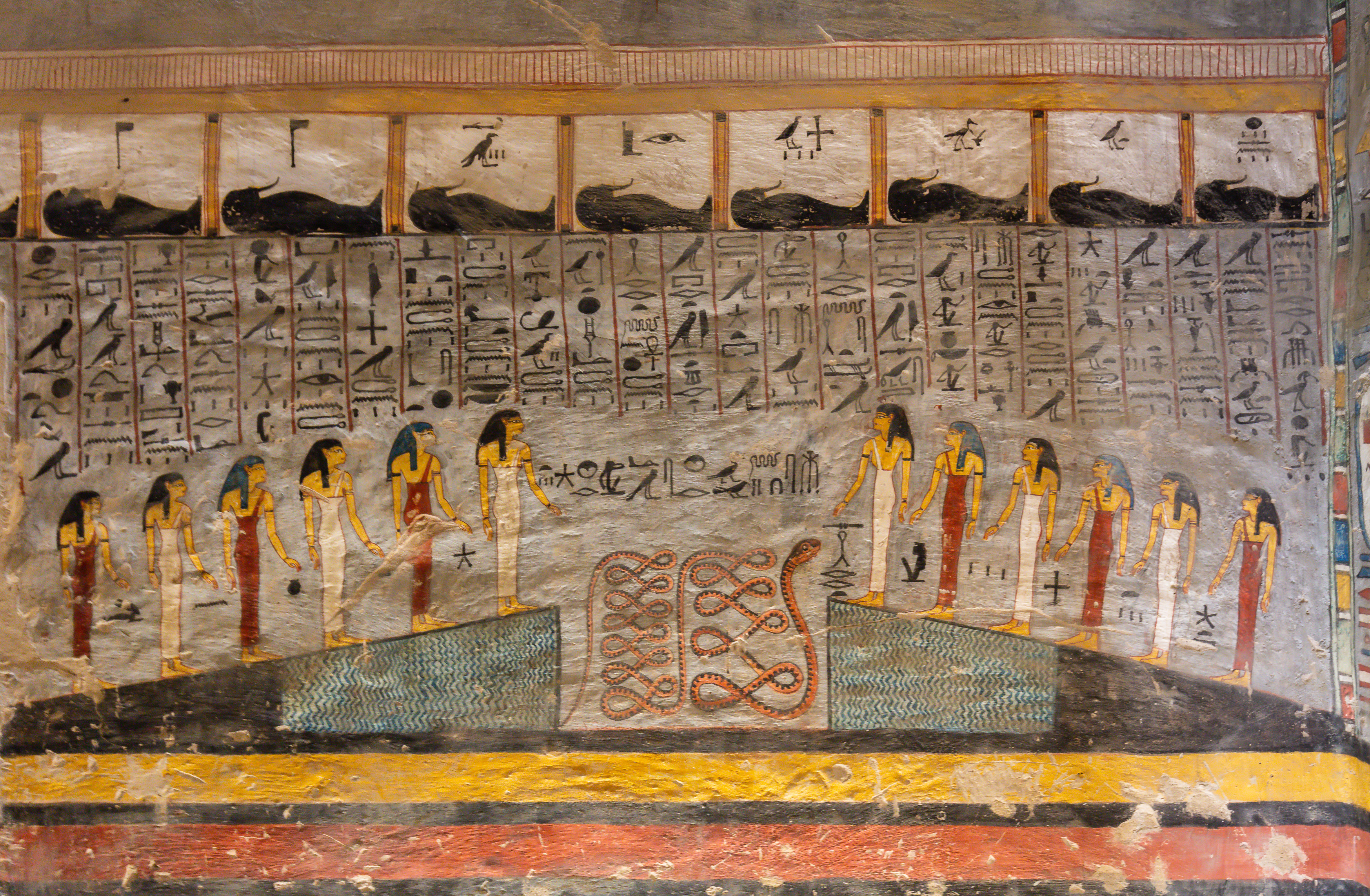
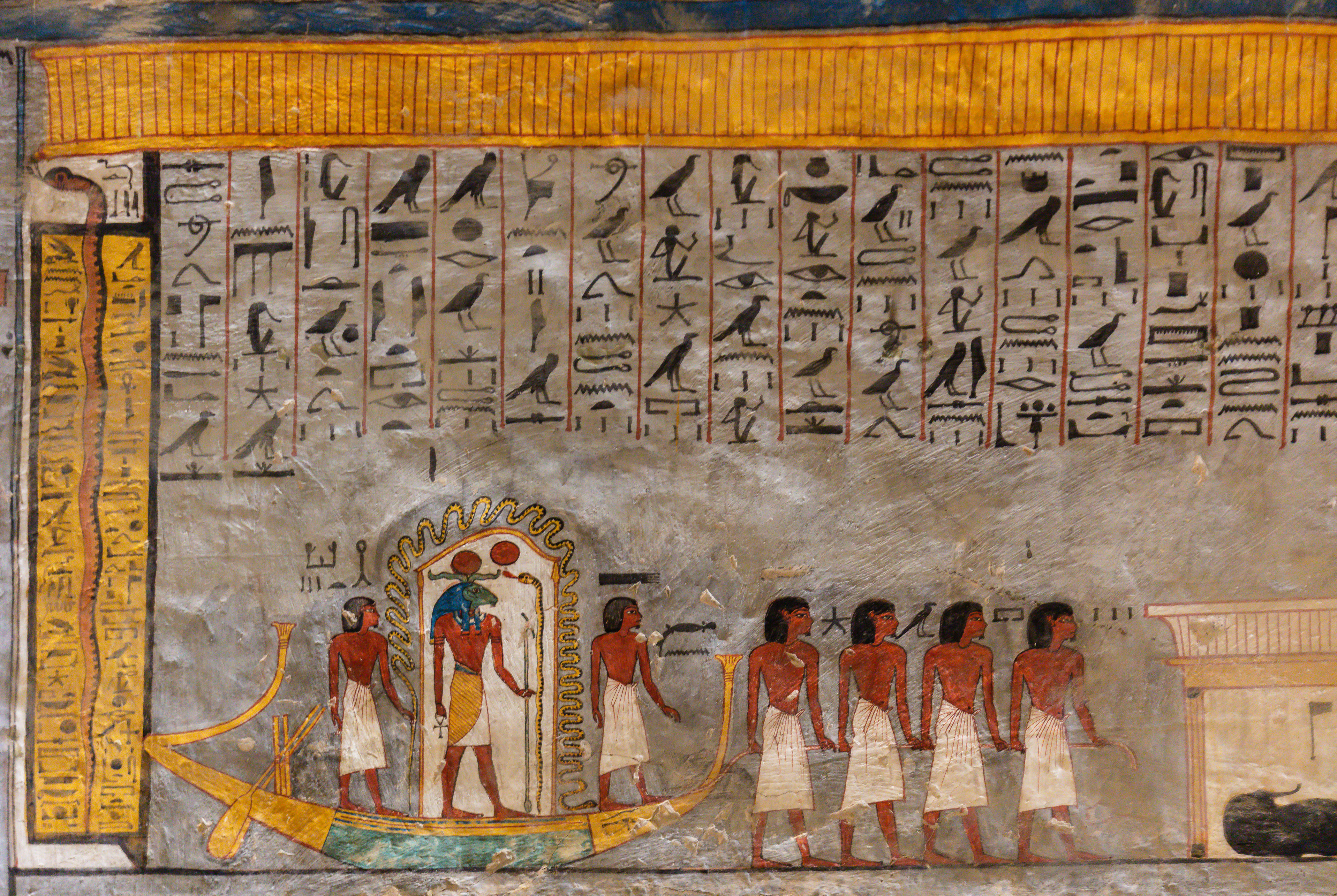
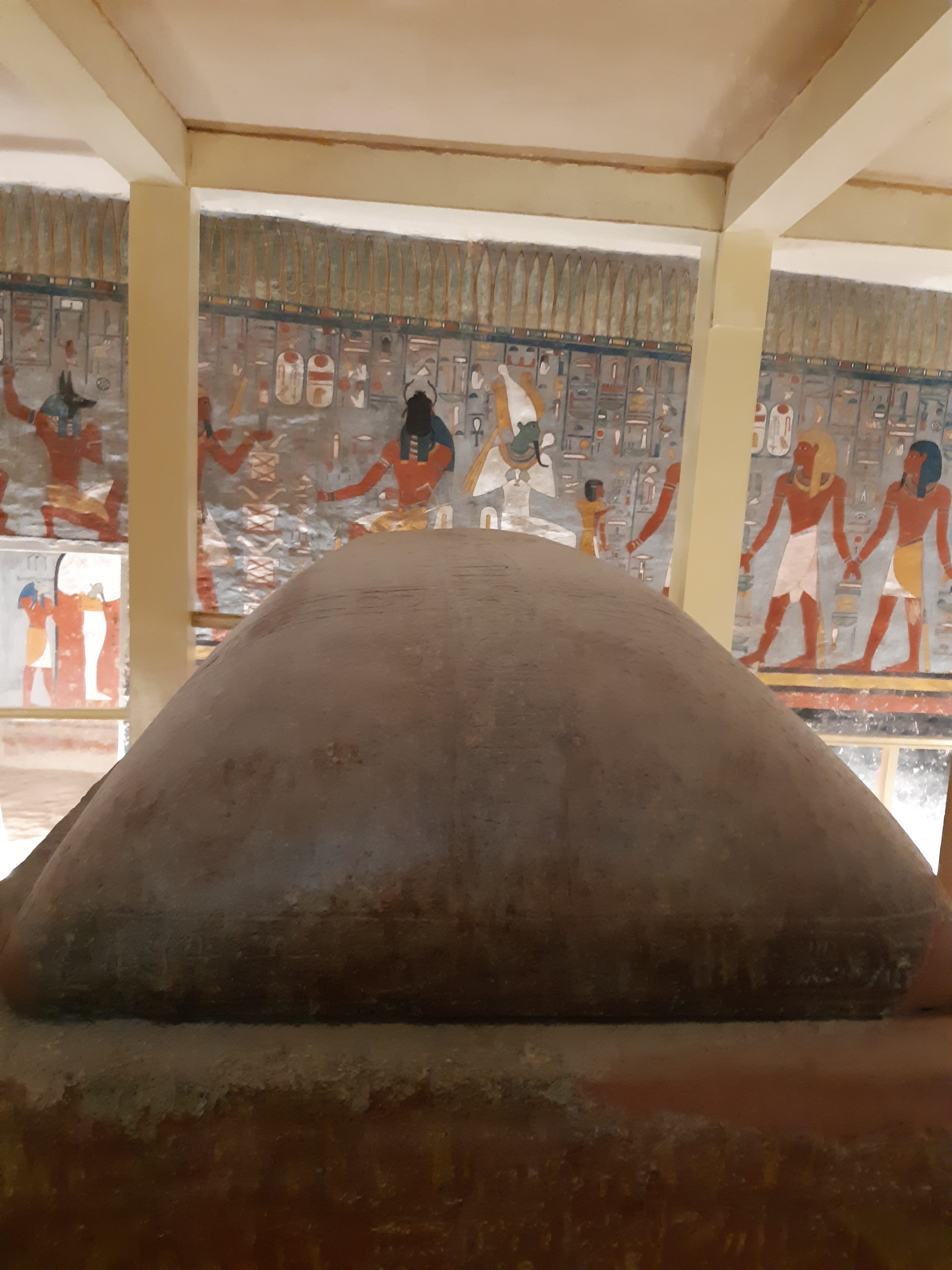
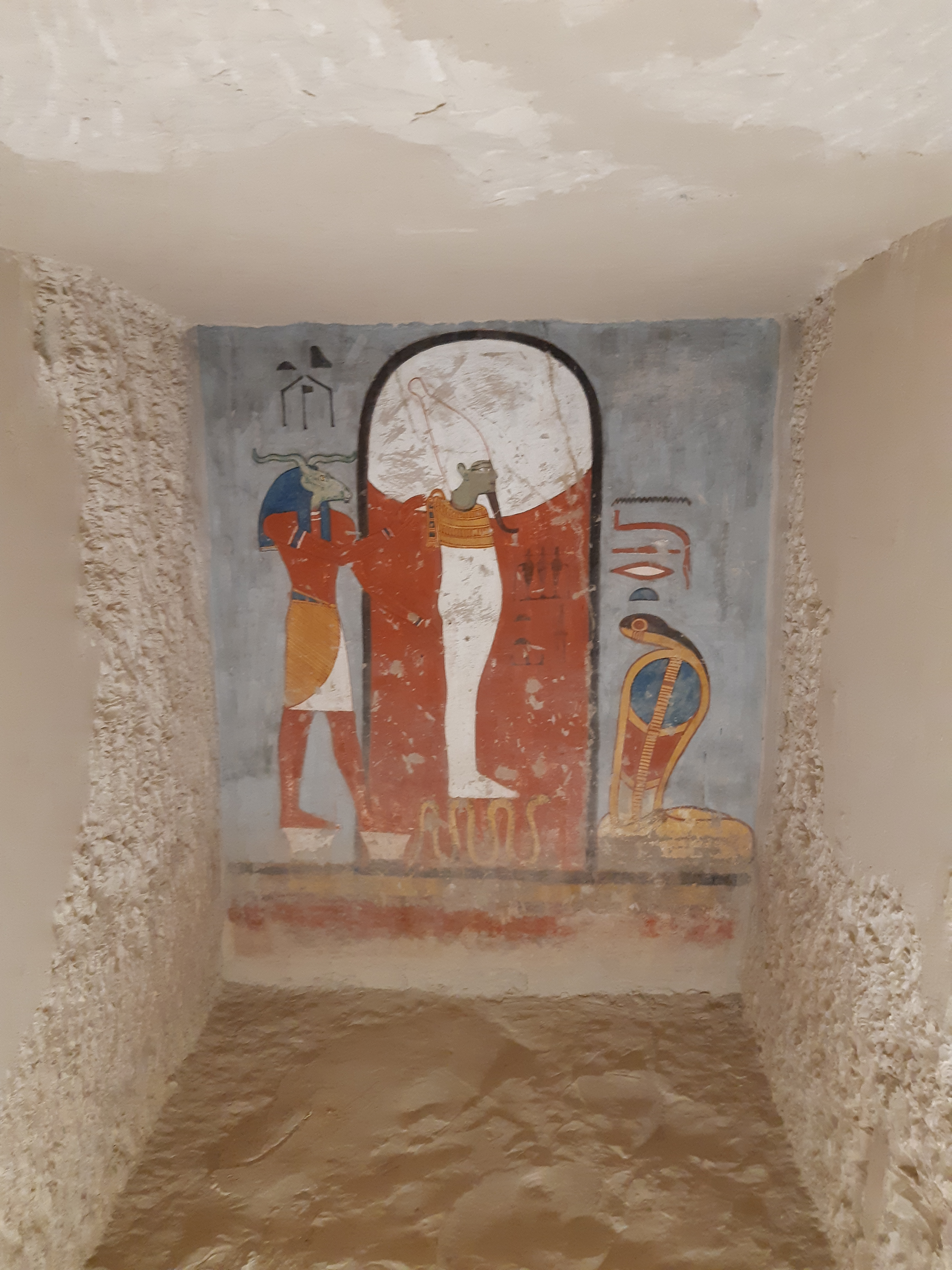

## Excavación
La tumba de Ramsés I fue descubierta en octubre de 1817 por el italiano Giovanni Battista Belzoni, solo unos pocos días antes del hallazgo de KV17, capaz de eclipsar con su belleza y magnificencia a cualquiera de los otros sepulcros por entonces conocidos del Valle de los Reyes. Aun así, KV16 también llamó algo la atención de la expedición de Belzoni –patrocinada por el coleccionista de antigüedades inglés Henry Salt–, sacando a la luz los pequeños restos del equipamiento funerario que aún quedaban, tales como estatuas guardianas de madera o pequeñas figurillas de dioses aún sin nombre, con forma de hombres con cabezas de chacal, mono y león, e incluso una mujer con una tortuga por cabeza, quizás el hallazgo más curioso. El enorme sarcófago de granito rojo fue abandonado en la cámara sepulcral.
Tras el paso de Belzoni, no se han registrado nuevas labores de excavación de KV16. Fue visitada más tarde por Burton, Lepsius o Piankoff, que documentarían o traducirían los escritos de las paredes. Dado que la tumba se ha resentido notablemente en su estructura por las inundaciones, y corre riesgo de derrumbe, el Consejo de Antigüedades ha instalado unas aparatosas vigas de madera en la cámara sepulcral, alrededor del deteriorado sarcófago. No se han realizado más labores de conservación hasta el momento.

## La momia real
Ramsés I descansó en su tumba más de doscientos años, hasta que, quizás durante el reinado de Esmendes I, su cuerpo fuera trasladado a un lugar más seguro que además sirviera de refugio a otras momias reales. Este sitio resultó ser KV17, donde además de Ramsés I estaban resguardados los cadáveres de su hijo y su nieto, Sethy I y Ramsés II. Y juntos, los tres primeros reyes de la dinastía XIX reposarían algún tiempo más hasta que volvieron a ser trasladados primero a la tumba del acantilado de la antigua reina Ahmose-Inhapi y después a DB320, en Deir el-Bahari. Éste fue el lugar de destino de gran parte de los faraones del Imperio Nuevo, y permaneció oculto durante siglos hasta su descubrimiento a mediados del siglo XIX por la familia Abd el Rassul, quien traficó con gran parte de los objetos e incluso algunas de las momias que allí reposaban.
De todas las momias conocidas de DB320, sin lugar a dudas fue la de Ramsés I la que más avatares sufrió en la historia reciente. Los Abd el Rassul la robaron y la vendieron al doctor James Douglas, quien la trasladó hasta Ontario, a un “museo de monstruos y curiosidades de la naturaleza”, llegando a ser presentada como la momia de nada más y nada menos que la bella reina Nefertiti.
Sin embargo, el interés que despertaba aquella momia iba en aumento, sobre todo debido al hecho de que sus brazos se hallaban cruzados sobre el pecho, en una postura propia de los faraones. Finalmente, y tras 130 años recluida en aquella «galería de los horrores», la momia fue vendida a la Universidad de Emory, cerca de Atlanta, donde numerosos estudios condujeron a la monumental sorpresa de que aquel cadáver realmente pertenecía a un faraón, al propio Ramsés I. Las respuestas no se hicieron esperar, y el gobierno egipcio solicitó su regreso inmediato, que se hizo efectivo el 24 de octubre de 2003. Aquel día Ramsés I volvió al país que le vio nacer, más de tres mil años antes, recibiéndosele con honores de Jefe de Estado.
Pese a que la identificación de Ramsés I no ha sido aún completamente aceptada por los expertos (podría tratarse también de Horemheb, cuya momia no se ha encontrado), lo cierto es que son pocos los que se alzan en contra, dado el notable y evidente parecido físico del cuerpo con los de su hijo Seti I y su nieto Ramsés II. La momia del presunto Ramsés I cifra la edad de la muerte en torno a unos cuarenta o cuarenta y cinco años, quizá algunos más, y el deceso pudo llegar a ser producido por una severa infección en una oreja, a consecuencia de una perforación mal hecha para colgar un pendiente.